# Ermita del Crist de la Providència
|  | Per a altres significats, vegeu «ermita del Crist de la Providència (Soneixa)». |

L′ermita del Crist de la Providència està situada al terme municipal d'Anna, a la comarca de la Canal de Navarrés (País Valencià). Va ser construïda a mitjan segle xviii i es tracta d'una construcció de planta cruciforme, coronada amb cúpula. La façana principal és neoclàssica i la lateral posseeix un rellotge de sol típicament valencià i uns versos dedicats al Crist. Al peu de l'ermita es va construir el calvari amb donacions populars.
Destaquen dues peces repussades de coure de gran patetisme i dues pintures inspirades en obres de Rafael i Rubens i la imatge del Santíssim Crist, que va ser adquirida i portada a la parròquia d'Anna pel religiós Fra Luciano Yago Francès i va ser col·locat en principi a l'altar principal d'aquesta parròquia, l'any 1702. Actualment es troba en l'ermita i se li denomina Santíssim Crist de la Providència.